# Sandy Canta Michael Jackson (turnê)
Sandy Canta Michael Jackson (também conhecida como Projeto Covers) foi a terceira turnê realizada pela cantora e compositora brasileira Sandy. A turnê é parte do Circuito Cultural Banco do Brasil e um tributo ao cantor norte-americano Michael Jackson. O show teve produção musical de Lucas Lima e foi bem recebido pelos críticos, que elogiaram tanto sua produção quanto a performance de Sandy. A turnê se estendeu de novembro de 2011 a agosto de 2012, compreendendo dez apresentações. Como parte do mesmo projeto, na época, Lulu Santos fez uma turnê cantando canções de Erasmo Carlos e Roberto Carlos, enquanto Maria Bethânia interpretou canções do repertório de Chico Buarque.

## Desenvolvimento
Inicialmente, Sandy pensou em se apresentar com canções dos repertórios de Elis Regina e Tom Jobim, no entanto, escolheu o de Jackson por querer "sair do óbvio". O convite de fazer a turnê veio da idealizadora e diretora do projeto Circuito Cultural, Monique Gardenberg.
O Circuito Cultural é um projeto patrocinado pelo Banco do Brasil que promove espetáculos inéditos onde os artistas interpretam canções do repertório de outros músicos. A turnê de Sandy foi baseada no repertório do entertainer norte-americano Michael Jackson, a quem ela chegou a conhecer em 1993, durante um show do cantor no estádio do Morumbi, em São Paulo. Em retrospecto, ela comentou: "Ele pegou na minha mão e entramos no palco juntos. Nem conversamos. Lembro que olhei para ele e comecei a errar. Ele então colocou
a mão no meu ombro para me acalmar."
No tributo, Sandy selecionou suas faixas preferidas do cantor. Os arranjos ficaram por conta do músico Lucas Lima, marido da cantora. A turnê estreou no dia 19 de novembro de 2011 em Curitiba, e se estendeu até agosto de 2012, totalizando dez apresentações. Ela comentou o processo de concepção do show dizendo:
"Estou muito feliz com esse show e muito honrada por ter sido convidada juntamente com Maria Bethânia e Lulu Santos. Eu e minha banda nos divertimos muito com os ensaios e com os arranjos. Michael foi e sempre será um ídolo para mim. [...] É uma homenagem de fã mesmo. Michael fez parte da minha infância, seu talento musical era indiscutível, penso que ele é como uma lenda: imortal, vai ficar para sempre na história."

## Recepção da crítica
Em resenha publicada na Folha de S. Paulo, o jornalista Marcus Preto disse que Sandy "encarou com nobreza" o repertório do artista e escreveu: "Caiu do cavalo quem pensou que Sandy não
daria conta de encarar com nobreza o repertório
de Michael Jackson. No show que traz nessa segunda-feira (21) a São Paulo, a cantora e sua banda recriam com inteligência e bom gosto canções de diversas fases do artista --do menino prodígio do Jackson 5 ao astro mundial de Thriller."
Lauro Lisboa Garcia, d'O Estado de S. Paulo, também elogiou, dizendo que a artista "superou as expectativas": "Afinada, [Sandy] pegou o tom certo, fugindo dos viciados vibratos e outros excessos das cantoras atuais (...) Não só fez tudo com correção milimétrica - na
pronúncia perfeita do inglês, na montagem do
roteiro e nos surpreendentes arranjos -, como foi além, tornando algumas canções menos
melosas do que as gravações originais."
Alexandre Coelho, do Universo Online, escreveu: "Musicalmente, a cantora não vacilou nos falsetes e vocalizes característicos da obra de Michael Jackson [...] A escolha acertada e sofisticada do repertório, bem como os arranjos assinados pelo marido de Sandy, Lucas Lima, – em boa parte, intimistas e até jazzy apoiados em um baixo acústico, no piano e em uma bateria minimalista – atestaram uma maturidade que credenciam Sandy a voos mais altos em sua carreira." A IstoÉ Gente descreveu como  "inteligente" a escolha do repertório, "com músicas que combinavam com a voz de Sandy", mas alegou que ela "parece tão ocupada em soar perfeita que não se dá ao direito de ficar à vontade. A voz todo mundo já sabe que está lá, não é algo com que ela precise se preocupar."
Sílvio Essinger, d'O Globo, escreveu: "Sandy começou o show jazzy, com "Bad". Com voz de rouxinol, mas sem o veneno e a movimentação de palco que é natural em outras cantoras, Sandy passou ilesa, sem errar (mas também sem surpreender) por essa e outras canções." Essinger disse que com a releitura "cool, cheia de contornos" de "Billie Jean", Sandy "homenageou à altura aquele ídolo que, como ela própria, começou a carreira ainda criança, interpretando canções de amor, sem ainda tê-lo vivido e cresceu sob o olhar -e, às vezes, o duro julgamento- do público."

## Repertório
1. "Bad"
2. "Smooth Criminal"
3. "Rock With You"
4. "Human Nature"
5. "Ben"
6. "Music & Me"
7. "I'll Be There"
8. "Blame It on the Boogie"
9. "The Way You Make Me Feel"
10. "I Want You Back"
11. "Man In The Mirror"
12. "Earth Song"
13. "Leave Me Alone"
14. "Billie Jean"
15. "Thriller"
16. "Gone Too Soon"
17. "Don't Stop 'Til You Get Enough"

## Datas
Em 17 de outubro de 2011, Sandy divulgou as datas e locais por onde passaria a turnê.
| Brasil                 |                |                     |
| 19 de novembro de 2011 | Curitiba       | Teatro Guaíra       |
| 21 de novembro de 2011 | São Paulo      | Via Funchal         |
| 8 de dezembro de 2011  | Ribeirão Preto | Teatro Pedro II     |
| 17 de dezembro de 2011 | Goiânia        | Teatro Rio Vermelho |
| 19 de janeiro de 2012  | Recife         | Teatro Guararapes   |
| 27 de julho de 2012    | Belo Horizonte | Palácio das Artes   |
| 2 de agosto de 2012    | Rio de Janeiro | Vivo Rio            |
| 8 de agosto de 2012    | Brasília       | Teatro Nacional     |
| 16 de agosto de 2012   | Porto Alegre   | Teatro do Sesi      |
| 25 de agosto de 2012   | Salvador       | Teatro Castro Alves |
| Turnê encerrada        |                |                     |